# 箕面 (敷設艦)
箕面（みのお）は、日本海軍の敷設艦。起工直後の戦時標準船を買収し改造した。竣工が遅かったため実戦での活動は無く、戦後復員輸送に従事した。艦名は名勝の名で、箕面川の渓流は古くからの紅葉と滝の名所だった。

## 概要
太平洋戦争終盤となると本土決戦に備え機雷敷設艦が多数必要となったが、既にほとんどの敷設艦は戦没して大型の敷設艦は「常磐」しか残っていなかった。そこで1944年（昭和19年）末頃に急遽、戦時標準船2D型3隻と2E型2隻を改造、また測天型(平島型)を簡易化した敷設艇(後の神島型敷設艇)を急造することになった。1944年9月2日に竣工していた2D型「永城丸」（東亜海運）を昭和20年2月から3月に改造。続いて大阪浪速船渠で建造予定の2D型7番船（日本海軍仮称第1821号艦）と8番船（日本海軍仮称第1822号艦）を日本海軍が買収し、機雷敷設艦として改造した。この7番船が「箕面」である。
1944年（昭和19年）11月29日、浪速造船所で起工。
1945年（昭和20年）3月末の完成を予定していたが資材不足で工事が遅れ、5月3日に進水。完成は8月5日となった。海上護衛総司令部部隊編入。直後に終戦の日を迎えた。10月5日、除籍。
戦後は復員輸送任務に従事した。復員輸送任務終了後に元の貨物船に戻すことは容易だったが、本艦は軍艦籍にあったためにやむなく解体された。

## 艦型
基本的に元となった2D型戦時標準船(船尾楼型小型貨物船)と変わらないが、機雷敷設のための改造がされた。先に改造が行われた「永城丸」と大きな変更はない。
機雷搭載は500個の要求であったが船艙を改造した機雷庫に232個、上甲板に設置の敷設軌道は艙口付近の軌道を片舷2本にして148個を置き、計380個を搭載可能とした。敷設軌道は片舷1条ずつが船尾楼両舷を貫いて艦尾に達して海上へ敷設する形とし、敷設口部分には大きな張り出しを設けた。船尾楼内の軌道部分は浸水時の浮力保持に重要であったので、軌道の入口(船尾楼前端)と敷設口には防水扉を設けた。
船艙は3つ(「永城丸」の船艙は2つ)に分けて浸水対策とし、更に船艙内は中甲板を新設して上下を仕切り、下部機雷庫と上部機雷庫を設けた。中甲板の後方には兵員室、士官寝室、前部水測室などを設けた。艙口(ハッチ)には元々木製の蓋があったが防水上の観点から鋼板でふさぎ、小さな機雷用の艙口を新たに設けた。機雷の搭載や機雷庫からの取り出しには元からあったデリックを使用する予定だったが、機雷の取り扱いが難しく結局専用のスキッドビームとホイストを設置した。
主機は従来の2D型がレシプロ機関搭載(2DRS型)の所、タービン1基を搭載(2DT型)、本艦は2D型のタービン搭載1番船だった。ボイラーは石炭専焼缶を搭載、戦後の復員輸送の際には重油焚きに変更した。
兵装は艦尾に砲台を設け、12cm高角砲1門を設置した。25mm機銃は、艦首の両舷に3連装をそれぞれ1基ずつ、艦橋上両舷に連装1基ずつ、艦尾に単装4挺を設置した。レーダーは13号電探1基を装備、ソナーは最新式の仮称五式一号水中聴音機を1組装備、同聴音機を装備した唯一の艦となった。また探照燈1基も煙突後方に備えていた。
その他に羅針艦橋前面と上面には14mmの防弾板を装着、羅針艦橋天蓋にはコンクリート製の屏風を設けて乗員の機銃掃射避けとした。
当時は貨物船も絶対的に不足しており、機雷を搭載しない場合は貨物船として使用できるように従来のデリックは殆ど残し、カーゴ用ハッチも3カ所設けていた。

## 艦歴
- 1944年11月29日 浪速船渠にて起工[2]。
- 1945年5月5日 「箕面（ミノオ）」と命名[29]。本籍を呉鎮守府と仮定[30]。
  - 5月13日 進水[2]。
  - 8月5日 竣工[2][5]。
  - 8月25日 呉鎮守府第一予備艦に定められる[31]。
  - 10月5日 除籍[4]。
  - 12月1日 特別輸送艦に指定される。呉地方復員局所管[32]。
- 1946年12月25日 特別輸送艦の指定を解かれる[33]。内務省に移管[34]。
- 1947年1月6日 占部造船田熊工場(因島[35])で解体工事開始[34]。
  - 4月4日 解体工事終了[34]。

## 艦長

### 艤装員長
1. 堀口廣藏 少佐：1945年5月20日[36] - 1945年8月5日[37]

### 艦長
1. 堀口廣藏[37][38] 少佐/第二復員官：1945年8月5日[37] - 1945年12月6日[38]
2. 井上團平 第二復員官：1945年12月6日[38] - 1946年3月1日[39]
3. 山上龜三雄 第二復員官：1946年3月1日[39] - 1946年3月7日[40]
4. 南部伸淸 第二復員官/第二復員事務官/復員事務官：1946年3月7日[40] - 1946年12月25日[41]

## 本艦と同様に改造された艦船
仮称艦名第1821号艦箕面（本艦）
仮称艦名第1822号艦2D型8番船。1945年2月1日、浪速船渠にて起工。資材調達の目処が立たず4月に工事中止。戦後に工事が再開され、1948年6月7日、乾汽船所属の乾進丸として竣工。同年10月4日、荒天のため遭難沈没。
永城丸2D型戦時標準船を用いた特設敷設艦。1944年9月2日に上海の三菱江南造船所で竣工。1945年2月から3月に呉海軍工廠で改造。4月12日に公試を完了し、直ちに就役したが、機雷敷設は1回程度に終わった。1945年6月17日、米潜水艦スペードフィッシュの雷撃により戦没。
光隆丸2E型戦時標準船を用いた特設敷設艦。呉海軍工廠指導の下に日立造船因島工場で改造。改造は永城丸に準じ、兵装は機雷120個、8cm高角砲1門、25mm機銃3連装1基、同連装2基、同単装2挺、爆雷、13号電探の搭載を予定、機関はレシプロでボイラーは石炭専焼だった。改造工事を終える直前だったが1945年7月の空襲により浸水着底。